# دوردي يوفانوفيتش
دوردي يوفانوفيتش (بالسيريلية الصربية: Ђорђе Јовановић) هو نحات صربي، ولد في 21 يناير 1861 في نوفي ساد في صربيا، وتوفي في 23 مارس 1953 في بلغراد في صربيا.